# Matryca (numizmatyka)
Matryca – w numizmatyce, model monety w negatywie, wykonany przy użyciu patrycy, w metalu, w skali 1:1. Zazwyczaj z patrycy otrzymuje się jedną lub dwie matryce.
Jeżeli planowany nakład monety wymaga przygotowania większej liczby stempli, proces tłoczenia negatyw-pozytyw powtarzany jest wielokrotnie. W takiej sytuacji matryca nosi nazwę matryca I, a jej kolejne tłoczenia to matryca II (pozytyw), matryca III (negatyw otrzymany z matrycy II) itd., aż do powstania na jednym poziomie wystarczającej liczby odwzorowań w negatywie nazwanych wtedy stemplami. Stemple wykorzystywane są w maszynach menniczych do bicia monet.